# Буховски манастир „Света Мария Магдалина“
Буховският манастир „Света Мария Магдалина“ е непостоянно действащ храм в град Бухово, област София.

## История
Манастирът е издигнат на традиционно култово място. При проучване през 1920-те години са открити основи на голяма базилика с размери 41 x 26 м, вероятно от IV век, както и на сгради, които са свързани с нея. Открити са и каменни плочи със специфична украса, което говори, че навярно тук е имало и е минавала укрепителна линия още преди създаването на самия манастир.
Вероятно манастирът е основан през XVI век – време на сравнителна верска търпимост, когато християните в империята имат възможност да възстановяват свои храмове. Манастирът е част от Софийската Мала Света гора. При кърджалийско нападение през XVIII век той е напълно разрушен и изоставен.
Църквата е възстановена през 1881 г. върху основите на базиликата от IV-V век. Църквата е малка и в нея не се служи, за да не се повредят стенописите. Въпреки че не е постоянно действащ, манастирът се поддържа и по празници събира местните жители.